# 1000000 карбованців
1000000 українських карбованців (купонів, купонокарбованців) — номінал грошових купюр України, що ходив на території країни в 1995–1996 роках.

## Опис
Банкноти номіналом 1000000 карбованців були виготовлені на Банкнотно-монетному дворі Національного банку України в 1995 році.
Банкноти друкувалися на білому папері. Розмір банкнот становить: довжина 125 мм, ширина — 56 мм. Водяний знак — зображення малого державного герба України.
На аверсному боці банкноти з правого краю розміщено скульптурне зображення видатного українського поета Тараса Шевченка, зробленого за мотивами пам'ятника поетові в Києві. В центральній частині купюри містяться написи (зверху вниз): Україна, Купон, 1000000, українських карбованців. В лівій частині банкноти міститься напис Національний банк України, рік випуску 1995 та зображення малого державного герба України — тризуба. Переважаючий колір аверсного боку світло-коричневий.
На реверсному боці банкноти розміщено гравюрне зображення Червоного корпусу Київського національного університету ім. Тараса Шевченка. Крім того зворотний бік купюри містить позначення номіналу — 1000000 та зображення малого державного герба України. Переважаючий колір реверсної сторони — червоний.
Банкноти введено в обіг 1 травня 1995 року, вилучено — 16 вересня 1996 року.

## Пам'ятні монети
За 1996 рік Національний банк України випустив 4 серії срібних пам'ятних монет номіналом 1000000 карбованців. Усі монети мають ідентичні параметри: вага 15,55 г, діаметр 33 мм, якість карбуваня — пруф, гурт рифлений.
| Назва               | Тираж | Дата випуску   | Аверс | Реверс |
| ------------------- | ----- | -------------- | ----- | ------ |
| Богдан Хмельницький | 10000 | 21 червня 1996 |       |        |
| Григорій Сковорода  | 10000 | 21 червня 1996 |       |        |
| Леся Українка       | 10000 | 10 квітня 1996 |       |        |
| Михайло Грушевський | 10000 | 9 серпня 1996  |       |        |